# Sérgio Noronha
Sérgio Barros de Noronha (Rio de Janeiro, 28 de dezembro de 1932 — Rio de Janeiro, 24 de janeiro de 2020) foi um jornalista esportivo brasileiro. Veterano radialista, repórter, tendo participado da cobertura da Copa do Mundo de 1950, no Brasil.

## Biografia
O "Seu Nonô", como também era conhecido, foi ainda redator, editor de esportes, secretário de redação e colunista. Vascaíno, trabalhou em vários jornais e também nas rádios Jornal do Brasil, Globo e Tupi.
Em televisão, fez parte da equipe das TVs Tupi, TV Rio, TVE e TV Globo e no Canal SporTV. Foi ainda integrante do programa Mesa Redonda Rio, na antiga TV Corcovado, juntamente com José Carlos Araújo, Gilson Ricardo, Gérson, Deni Menezes e Elso Venâncio.
Acabou sendo alvo de muitas brincadeiras na internet, por ter cochilado durante as transmissões ao vivo de um programa esportivo sobre a Copa do Mundo de 2002, exibido pela Rede Globo.
Em Janeiro de 2009, assinou contrato com a TV Bandeirantes para comentar o Campeonato Carioca na emissora, após ser demitido da Globo, onde trabalhou durante cerca de 40 anos. Foi também participante do Manhã da Globo, na Rádio Globo (RJ) e comentarista do canal em Pay-per-view Premiere FC.

## Morte
Sérgio Noronha tinha Mal de Alzheimer ao menos desde 2015 e, desde novembro de 2018, vivia no Retiro dos Artistas. Morreu em 24 de janeiro de 2020, aos 87 anos, após sofrer uma parada cardíaca.